# Paw Patrol: Filmen
Paw Patrol: Filmen (engelska: PAW Patrol: The Movie) är en kanadensisk datoranimerad film från 2021 i regi av Cal Brunker, baserad på den Keith Chapman-skapade TV-serien Paw Patrol. Filmen hade biopremiär i Kanada och USA den 20 augusti 2021, samt i Sverige den 17 september 2021. En uppföljare, Paw Patrol: Storfilmen, hade kanadensisk och amerikansk biopremiär den 29 september 2023.

## Handling
Hundvalparna i Paw Patrol är vana att rycka ut vid olyckssituationer och andra nödlägen. När deras största rival, Överdängare, blir borgmästare i närliggande Äventyrsstaden och börjar härja där, blir Ryder och de andra valparna ditkallade av taxen Liberty. Nu gäller det för gänget att lägga in högsta växeln och få stopp på Överdängare och alla hans djävulska planer, innan det är försent.

## Rollista
| Figur                   | Originalröster (engelska) | Svenska röster       |
| ----------------------- | ------------------------- | -------------------- |
| Ryder                   | Will Brisbin              | Hannes Gille         |
| Chase                   | Iain Armitage             | Folke Inghammar      |
| Liberty                 | Marsai Martin             | Niji Dyall Price     |
| Borgmästare Överdängare | Ron Pardo                 | Niclas Ekholm        |
| Kapten Piggvar          | Ron Pardo                 | Mathias Blad         |
| Dr. Kendra Wilson       | Yara Shahidi              | Kadiatou Holm Keita  |
| Delores                 | Kim Kardashian            | Klara Hammarström    |
| Butch                   | Randall Park              | Kim Sulocki          |
| Ruben                   | Dax Shepard               | Daniel Sjöberg       |
| Marty Muckraker         | Jimmy Kimmel              | Daniel Goldmann      |
| Rubble                  | Keegan Hedley             | Edvin Bergfalk       |
| Skye                    | Lilly Bartlam             | Malva Goldmann       |
| Marshall                | Kingsley Marshall         | Adrian Bratt         |
| Rocky                   | Callum Shoniker           | Adil Backman         |
| Zuma                    | Shayle Simons             | Matilda Knutsson     |
| Borgmästare Rospigg     | Kim Roberts               | Jennie Jahns         |
| Carmen                  | Monique Alvarez           | Carla Abrahamsen     |
| Barney                  | Joe Pingue                | Anton Olofson Raeder |

- Övriga svenska röster – Adam Fietz, Adam Portnoff, Anders Öjebo, Anneli Heed, Malin Bylund, Sebastian Karlsson, Victor Segell, Johan Larsson, och John Valencia